# NGC 144
NGC 144 est une galaxie spirale vue de face et située dans la constellation de la Baleine. NGC 144 a été découverte par l'astronome américain Frank Müller en 1886.

## Caractéristiques
Sa vitesse par rapport au fond diffus cosmologique est de 7 855 ± 44 km/s, ce qui correspond à une distance de Hubble de 115,9 ± 8,1 Mpc (∼378 millions d'al).
La classe de luminosité de NGC 144 est III et elle renferme des régions d'hydrogène ionisé.